# Lemminkäinen
Lemminkäinen (fin. lieto – niestateczny – bądź lempi – miłostka) – trzeci z głównych bohaterów Kalevali. Lekkoduch, zawadiaka. Ginie z ręki pastucha, wrzucony do rzeki Tuoneli. Matka wyławia go, składa jego części i przywraca do życia.